# Небојша Зеленовић
Небојша Зеленовић (Шабац, 15. јул 1975) српски је политичар. Био је градоначелник Шапца од 2014. до 2020. године.

## Политичка каријера
Био је народни посланик у Скупштини Србије у сазиву од 2012. до 2014. године. Такође, био је члан Главног одбора Демократске странке, а почетком 2013. године напустио је ДС и приступио новој посланичкој групи Заједно за Србију. На Скупштини Града Шапца 16. јуна 2014. године изабран је за градоначелника. За градоначелника Шапца поново је изабран 5. маја 2016. године. Зеленовић је 9. јула 2016. године постао председник странке Заједно за Србију.
Био је градоначелник Шапца од 2014. до 2020. године, када је после три поновљена гласања изгубио изборе од СНС-а. Најавио је ширење своје странке на републички ниво на предстојећим изборима.

## Савез за Србију
Суоснивач је Савеза за Србију, који је званично основан 2. септембра 2018. године. Поред странке Заједно за Србију, Савезу за Србију приступиле су и Демократска странка, Народна странка, покрет Двери, Здрава Србија, Левица Србије, Покрет за преокрет и Удружени синдикати Србије Слога.